# 旧制中等教育学校の一覧 (鳥取県)
学制改革前（第二次世界大戦前）の鳥取県内での旧学制の中等教育学校の一覧である。

## 旧制中学校
- 第四大学区十五番変則中学（1873年）⇒ 島根県鳥取変則中学校 ⇒ 鳥取県中学校 ⇒ 鳥取県尋常中学校 ⇒ 鳥取県第一中学校 ⇒ 鳥取県立鳥取中学校 ⇒ 鳥取県立鳥取第一中学校 ⇒《新制》鳥取県立鳥取第一高等学校 ⇒（1949年：統合）鳥取県立鳥取西高等学校
- 鳥取県第二中学校（1899年）⇒ 鳥取県立第二中学校 ⇒ 鳥取県立米子中学校 ⇒《新制》鳥取県立米子第一高等学校 ⇒（1949年：統合）鳥取県立米子東高等学校
- 鳥取県立倉吉中学校（1909年）⇒《新制》鳥取県立倉吉第一高等学校 ⇒（1949年：統合）鳥取県立倉吉高等学校 東校舎 ⇒（1953年：分離）鳥取県立倉吉東高等学校
- 私立育英黌 ⇒ 鳥取県私立育英中学校（1914年）⇒ 鳥取県育英中学校 ⇒《新制》鳥取県育英高等学校 ⇒（1951年：県立移管・統合）鳥取県立由良育英高等学校 ⇒（2003年：統合）鳥取県立鳥取中央育英高等学校
- 鳥取県立鳥取第二中学校（1922年）⇒《新制》鳥取県立鳥取第二高等学校 ⇒（1949年：統合）鳥取県立鳥取東高等学校
- 鳥取県立境中学校（1940年）⇒《新制》鳥取県立境第一高等学校 ⇒（1949年：統合）鳥取県立境高等学校

## 高等女学校

### 公立
- 私立鳥取高等女学校（1888年）⇒ 鳥取市立高等女学校（1897年：一次）⇒ 鳥取県立高等女学校 ⇒ 鳥取県立鳥取高等女学校 ⇒《新制》鳥取県立鳥取第三高等学校 ⇒（1949年：統合）鳥取県立鳥取西高等学校
- 私立鳥取女学校（1908年）⇒ 静修女学校 ⇒（1933年：市へ移管）鳥取市立因幡高等女学校 ⇒ 鳥取市立高等女学校（1940年：二次）⇒（廃校）
- 私立米子女学校（1906年）⇒ 郡立西伯高等女学校（1907年）⇒ 鳥取県立米子高等女学校 ⇒《新制》鳥取県立米子第二高等学校 ⇒（1949年：統合）鳥取県立米子西高等学校
- 倉吉町立実科高等女学校（1914年）⇒ 東伯郡立倉吉実科高等女学校 ⇒ 鳥取県立倉吉高等女学校（1921年）⇒《新制》鳥取県立倉吉第二高等学校 ⇒（1949年：統合）鳥取県立倉吉高等学校 西校舎 ⇒（1953年：分離） 鳥取県立倉吉西高等学校
- 鳥取県立八頭高等女学校（1926年：鳥取県女子師範学校に併設）⇒《新制》鳥取県立八頭高等学校
- 根雨町立実科高等女学校（1920年）⇒ 鳥取県立根雨高等女学校（1929年）⇒《新制》鳥取県立根雨高等学校 ⇒（1949年：統合）鳥取県立日野高等学校根雨校舎 ⇒（1953年：分離）鳥取県立根雨高等学校 ⇒（2000年：統合）鳥取県立日野高等学校
- 由良町立由良実科高等女学校（1941年）⇒ 由良町立由良高等女学校（1943年）⇒ 鳥取県立由良高等女学校 ⇒《新制》鳥取県立由良高等学校 ⇒（1949年：統合）鳥取県立東伯高等学校 ⇒（1951年：改編）鳥取県立由良育英高等学校 ⇒（2003年：統合）鳥取県立鳥取中央育英高等学校
- 組合立境高等家政女学校（1938年）⇒ 境女子商業学校 ⇒ 鳥取県立境高等女学校（1946年）⇒《新制》鳥取県立境第二高等学校 ⇒（1949年：統合）鳥取県立境高等学校
- 鳥取県西伯郡米子町女子技芸学校 ⇒ 米子市立高等淑徳女学校 ⇒ 米子市立淑徳高等女学校 ⇒（廃校）

### 私立
- 古田貞裁縫女塾（1900年）⇒ 鳥取裁縫女学校 ⇒ 鳥取技芸女学校 ⇒ 鳥取高等家政女学校 ⇒ 鳥取女子商業学校（1944年）⇒ 鳥取高等家政女学校 ⇒《新制》鳥取家政高等学校 ⇒ 鳥取敬愛高等学校（2003年）

## 実業学校

### 公立

#### 岩美・気高・鳥取
- 鳥取県立商業学校（1910年）⇒ 鳥取県立鳥取商業学校 ⇒《新制》鳥取県立鳥取商業高等学校 ⇒（1949年：統合）鳥取県立鳥取西高等学校 ⇒（1957年：商業課程が分離独立）鳥取県立鳥取商業高等学校
- 鳥取県立鳥取工業学校（1939年）⇒ 鳥取県立鳥取第一工業学校 ⇒《新制》鳥取県立鳥取工業高等学校 ⇒（1949年：統合）鳥取県立鳥取東高等学校 ⇒（1953年：分離）鳥取県立鳥取高等学校 ⇒ 鳥取県立鳥取工業高等学校（1956年）

#### 八頭
- 智頭実業専修学校（1939年）⇒ 鳥取県立智頭農林学校 ⇒《新制》鳥取県立智頭農林高等学校 ⇒（1949年：統合）鳥取県立八頭高等学校 ⇒（1953年：農業課程が分離独立） 鳥取県立智頭農林高等学校

#### 東伯
- 公立久米河村農学校（1881年）⇒ 鳥取県立倉吉農学校 ⇒ 鳥取県立農学校 ⇒ 鳥取県立簡易農学校 ⇒ 鳥取県農業学校 ⇒ 鳥取県立農学校（1901年）⇒ 鳥取県立倉吉農学校（1934年）⇒《新制》鳥取県立倉吉農業高等学校
- 河北裁縫学校（1903年）⇒ 河北実業補習学校 ⇒ 組合立河北実業専修学校 ⇒ 組合立河北農業学校（1941年）⇒ 組合立鳥取県河北農業学校 ⇒ 鳥取県立河北農業学校 ⇒《新制》鳥取県立河北実業高等学校 ⇒（1949年：統合）鳥取県立東伯高等学校 東校舎 ⇒（1951年：農業課程を移管）鳥取県立倉吉農業高等学校 河北校舎 ⇒（1953年：独立）鳥取県立河北農業高等学校 ⇒ 鳥取県立倉吉産業高等学校（1963年）⇒（2003年：統合）鳥取県立倉吉総合産業高等学校
- 鳥取県立倉吉工業学校（1944年）⇒《新制・統合》鳥取県立倉吉実業高等学校 ⇒（1949年：統合）鳥取県立倉吉高等学校 ⇒（1953年：分離）鳥取県立倉吉東高等学校 ⇒（1962年：工業課程が分離独立）鳥取県立倉吉工業高等学校 ⇒（2003年：統合）鳥取県立倉吉総合産業高等学校
- 私立倉吉商業学校（1928年）⇒ 倉吉町立倉吉商業学校（1937年）⇒ 鳥取県立倉吉商業学校（1940年）⇒（1944年：倉吉工業学校を併設）⇒《新制・統合》鳥取県立倉吉実業高等学校 ⇒（1949年：統合）鳥取県立倉吉高等学校 ⇒（1953年：分離）鳥取県立倉吉東高等学校、鳥取県立倉吉西高等学校

#### 西伯
- 法勝寺実業補習学校（1906年）⇒ 法勝寺青年学校（1935年）⇒《新制》鳥取県立法勝寺実業高等学校 ⇒（1949年：統合）鳥取県立米子東高等学校 ⇒（1953年：分離）鳥取県立米子南高等学校 ⇒（1953年：分離）鳥取県立法勝寺農業高等学校 ⇒（1973年：統合）鳥取県立米子高等学校
- 鳥取県立工業学校（1923年）⇒ 鳥取県立米子工業学校（1934年）⇒《新制》鳥取県立米子工業高等学校 ⇒（1949年：統合）鳥取県立米子西高等学校 ⇒（1953年：分離独立）鳥取県立米子工業高等学校
- 鳥取県立蚕業学校（1927年）⇒ 鳥取県立米子商蚕学校 ⇒（1944年：戦時非常措置）鳥取県立米子農工学校 ⇒ 鳥取県立米子農商学校（1946年）⇒《新制》鳥取県立米子実業高等学校 ⇒（1949年：統合）鳥取県立米子東高等学校 長砂校舎 ⇒（1953年：分離）鳥取県立米子南高等学校 長砂校舎 ⇒（1970年：農業課程を分離、移管）鳥取県立西部農業高等学校（→1990年：鳥取県立淀江産業技術高等学校と改称）、鳥取県立米子南商業高等学校 ⇒（2001年：両校を統合）鳥取県立米子南高等学校
- 鳥取県立水産学校（1946年）⇒《新制》鳥取県立余子水産高等学校 ⇒（1949年：統合）鳥取県立境高等学校 水産科 ⇒（1953年：水産課程が分離独立）鳥取県立境水産高等学校 ⇒（2003年：統合）鳥取県立境港総合技術高等学校

#### 日野
- 日野郡立日野農林学校（1920年：黒坂村）⇒（1923年：県立移管）鳥取県立日野農林学校 ⇒《新制》鳥取県立日野農林高等学校 ⇒（1949年：統合）鳥取県立日野高等学校 ⇒（1953年：分離）鳥取県立日野産業高等学校 ⇒（2000年：統合）鳥取県立日野高等学校